# Global Association of International Sports Federations
SportAccord (trước là Hiệp hội Liên đoàn Thể thao Quốc tế) là tổ chức ô dù cho tất cả các liên đoàn thể thao quốc tế (không phải là Olympic) cũng như các nhà tổ chức các trò chơi đa môn thể và các hiệp hội quốc tế liên quan đến thể thao. SportAccord là một tổ chức thể thao quốc tế có 92 thành viên (liên đoàn thể thao quốc tế quản lý các môn thể thao cụ thể trên toàn thế giới) và 17 thành viên liên kết (các tổ chức có hoạt động liên quan đến liên đoàn thể thao quốc tế)
Bằng cách thiết lập các trò chơi nhiều môn thể thao kết hợp các môn thể thao tương tự, SportAccord nhằm mục đích quảng bá thành viên và khả năng hiển thị của các thành viên.
SportAccord đã phát triển một định nghĩa về môn thể thao để xác định liệu một liên đoàn ứng viên đủ điều kiện như là một liên đoàn thể thao quốc tế.
Định nghĩa SportAccord về thể thao là định nghĩa sau: Các môn thể thao đề xuất nên bao gồm một yếu tố cạnh tranh.
Các môn thể thao không nên dựa vào bất kỳ yếu tố của "may mắn" đặc biệt tích hợp vào thể thao. Thể thao không được đánh giá là gây ra một nguy cơ quá mức đối với sức khoẻ và sự an toàn của vận động viên hoặc người tham gia. Các môn thể thao đề xuất không có cách nào sẽ có hại cho bất kỳ sinh vật sống. Các môn thể thao không nên dựa vào các thiết bị được cung cấp bởi một nhà cung cấp duy nhất.